# Les Villards-sur-Thônes
Les Villards-sur-Thônes is een gemeente in het Franse departement Haute-Savoie (regio Auvergne-Rhône-Alpes) en telt 899 inwoners (1999). De plaats maakt deel uit van het arrondissement Annecy.

## Geografie
De oppervlakte van Les Villards-sur-Thônes bedraagt 13,2 km², de bevolkingsdichtheid is 68,1 inwoners per km².
De onderstaande kaart toont de ligging van Les Villards-sur-Thônes met de belangrijkste infrastructuur en aangrenzende gemeenten.

## Demografie
Onderstaande figuur toont het verloop van het inwonertal (bron: INSEE-tellingen).